# Santa Lucia (píseň)

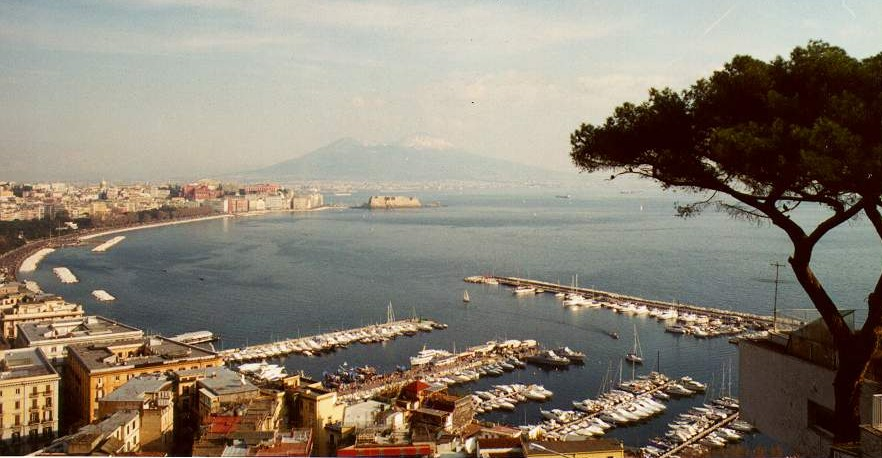
Pohled na Neapolský záliv (Il Porto di Mergellina)

Santa Lucia je světově proslulá neapolská píseň, která oslavuje malebný neapolský rybářský přístav Borgo Santa Lucia a rybář v ní zve kolemjdoucí na nádherný večerní výlet lodí po Neapolském zálivu pod zářícími hvězdami.
Původní text v neapolštině napsal roku 1776 baron Michele Zezza, pravděpodobně na melodii lidové písně.. Roku 1849 pak píseň jako Barcarolu uveřejnil italský skladatel a hudební vydavatel Teodoro Cottrau (1827-1879) (a je proto někdy považován za jejího tvůrce). Cottrau pak během prvních let risorgimenta vytvořil italskou verzi písně (šlo o vůbec první překlad neapolské písně do italštiny) a v tomto jazyce se píseň většinou zpívá.. K nejslavnějším jejím interpretům patří Enrico Caruso, roku 1965 ji ve svém albu Elvis for Everyone! nazpíval Elvis Presley. Populární je ve Švédsku pod názvem Luciasången. V české verzi je známá pod názvem Krásná je Neapol v podání Waldemara Matušky.
Píseň byla také použita jako filmová hudba, například Elvisem Presleym v muzikálu Viva Las Vegas (1964) nebo v komedii bratří Marxů A Night at the Opera (1935, Noc v opeře)

## Text v neapolštině a italštině
| Text v neapolštině Comme se frícceca la luna chiena! lo mare ride, ll'aria è serena... E' pronta e lesta la varca mia... Santa Lucia, Santa Lucia! Stu viento frisco fa risciatare chi vo' spassarse jenno pe mmare? Vuje che facite 'mmiezo a la via? Santa Lucia, Santa Lucia! La tènna è posta pe fa' 'na cena; e quanno stace la panza chiena non c'è la mínema melanconia. Santa Lucia, Santa Lucia! | Text v italštině Sul mare luccica l'astro d'argento. Placida è l'onda, prospero il vento. Venite all'agile barchetta mia! Santa Lucia, Santa Lucia! Con questo zeffiro così soave, Oh com'è bello star sulla nave! Su passaggeri, venite via! Santa Lucia, Santa Lucia! In fra le tende bandir la cena In una sera così serena. Chi non dimanda, chi non desia? Santa Lucia, Santa Lucia! | Mare sì placida, vento sì caro, Scordar fa i triboli al marinaro, E va gridando con allegria, Santa Lucia!, Santa Lucia! O dolce Napoli, o suol beato, Ove sorridere volle il creato, Tu sei l'impero dell’armonia, Santa Lucia!, Santa Lucia! Or che tardate? Bella è la sera. Spira un’auretta fresca e leggiera. Venite all’agile barchetta mia, Santa Lucia! Santa Lucia! |